# Pandemia de COVID-19 en Uruguay
La pandemia de COVID-19 en Uruguay es parte de la pandemia de COVID-19 provocada por el coronavirus SARS-CoV-2. Los primeros casos fueron confirmados el 13 de marzo de 2020 a través del Ministerio de Salud Pública. Se trató de personas que ingresaron al país entre el 3 y 7 de marzo de 2020, dos procedentes de Milán, una de Barcelona y otra de Madrid. Como se esperaba, los síntomas aparecieron en la mayoría de estos pacientes con un período de incubación promedio de seis días después de la exposición al virus. Los primeros pacientes de Uruguay presentaron síntomas leves del COVID-19, enfermedad detectada en Wuhan en 2019.
El mismo día de la confirmación de los casos, el presidente Luis Lacalle Pou decretó el "Estado de Emergencia Nacional Sanitaria". En días previos se habían analizado y descartado más de 60 casos sospechosos, en terminales aéreas y portuarias de Uruguay. Se puede interpretar que el retraso en el ingreso de casos con el COVID-19 está relacionado, entre otras cosas, a la escasa conectividad aérea directa con los países con mayor circulación viral en ese momento: China, Italia septentrional, Irán, Alemania, y Corea del Sur.
El 1 de marzo de 2021, se inició la campaña de vacunación, con las vacunas CoronaVac del laboratorio Sinovac y Tozinamerán de Pfizer y BioNTech. Más tarde comenzó a ser suministradas también la vacunas AZD1222 de la Oxford y AstraZeneca. A meses de comenzar la campaña, Uruguay se convirtió en uno de los países con mayor porcentaje de vacunados en el mundo.
Durante el 2020, el país no experimentó grandes olas de contagio, sin embargo, a partir de marzo de 2021 se produjo un aumento exponencial en las cifras nuevos casos positivos, activos y los fallecidos, coincidiendo, sin embargo, con la campaña de vacunación. Esta situación se prolongó durante los meses de abril y mayo, y comenzó a ceder a finales de junio. A inicios de abril de 2022, debido a que el país se encontraba en un "momento epidemiológico favorable", el gobierno levantó el "Estado de Emergencia Sanitaria".
Hasta el 10 de febrero de 2022 se han registrado 758,366 casos, de los cuales 693,813 ya se recuperaron, 57,843 son casos activos y hubo 6,710 fallecidos.

## Cronología
| Casos de COVID-19 en Uruguay Muertes Recuperaciones Casos activos 202020212022marabrmayjunjulagosepoctnovdicenefebmarabrmayjunjulagosepoctnovdicenefebmarabrÚltimos 15 días | Casos de COVID-19 en Uruguay Muertes Recuperaciones Casos activos 202020212022marabrmayjunjulagosepoctnovdicenefebmarabrmayjunjulagosepoctnovdicenefebmarabrÚltimos 15 días | Casos de COVID-19 en Uruguay Muertes Recuperaciones Casos activos 202020212022marabrmayjunjulagosepoctnovdicenefebmarabrmayjunjulagosepoctnovdicenefebmarabrÚltimos 15 días | Casos de COVID-19 en Uruguay Muertes Recuperaciones Casos activos 202020212022marabrmayjunjulagosepoctnovdicenefebmarabrmayjunjulagosepoctnovdicenefebmarabrÚltimos 15 días | Casos de COVID-19 en Uruguay Muertes Recuperaciones Casos activos 202020212022marabrmayjunjulagosepoctnovdicenefebmarabrmayjunjulagosepoctnovdicenefebmarabrÚltimos 15 días |
| --- | --- | --- | --- | --- |
| Fecha | Fecha | | N.º de casos | N.º de muertes |
| 2020-03-17 | 2020-03-17 | | 50(—) | 0 |
| 2020-03-18 | 2020-03-18 | | 79(+58%) | 0 |
| 2020-03-19 | 2020-03-19 | | 94(+19%) | 0 |
| 2020-03-20 | 2020-03-20 | | 110(+17%) | 0 |
| 2020-03-21 | 2020-03-21 | | 135(+23%) | 0 |
| 2020-03-22 | 2020-03-22 | | 158(+17%) | 0 |
| 2020-03-23 | 2020-03-23 | | 162(+3%) | 0 |
| 2020-03-24 | 2020-03-24 | | 189(+17%) | 0 |
| 2020-03-25 | 2020-03-25 | | 217(+15%) | 0 |
| 2020-03-26 | 2020-03-26 | | 238(+10%) | 0 |
| 2020-03-27 | 2020-03-27 | | 274(+15%) | 0 |
| 2020-03-28 | 2020-03-28 | | 303(+11%) | 1(—) |
| 2020-03-29 | 2020-03-29 | | 309(+2%) | 1(=) |
| 2020-03-30 | 2020-03-30 | | 320(+4%) | 1(=) |
| 2020-03-31 | 2020-03-31 | | 338(+6%) | 1(=) |
| 2020-04-01 | 2020-04-01 | | 350(+4%) | 2(+100%) |
| 2020-04-02 | 2020-04-02 | | 369(+5%) | 4(+100%) |
| 2020-04-03 | 2020-04-03 | | 386(+5%) | 4(=) |
| 2020-04-04 | 2020-04-04 | | 400(+4%) | 5(+25%) |
| 2020-04-05 | 2020-04-05 | | 406(+1%) | 6(+20%) |
| 2020-04-06 | 2020-04-06 | | 415(+2%) | 6(=) |
| 2020-04-07 | 2020-04-07 | | 424(+2%) | 7(+17%) |
| 2020-04-08 | 2020-04-08 | | 456(+8%) | 7(=) |
| 2020-04-09 | 2020-04-09 | | 473(+4%) | 7(=) |
| 2020-04-10 | 2020-04-10 | | 494(+4%) | 7(=) |
| 2020-04-11 | 2020-04-11 | | 501(+1%) | 7(=) |
| 2020-04-12 | 2020-04-12 | | 480(−4%) | 7(=) |
| 2020-04-13 | 2020-04-13 | | 483(+1%) | 8(+14%) |
| 2020-04-14 | 2020-04-14 | | 492(+2%) | 8(=) |
| 2020-04-15 | 2020-04-15 | | 493(+0%) | 9(+13%) |
| 2020-04-16 | 2020-04-16 | | 502(+2%) | 9(=) |
| 2020-04-17 | 2020-04-17 | | 508(+1%) | 9(=) |
| 2020-04-18 | 2020-04-18 | | 517(+2%) | 9(=) |
| 2020-04-19 | 2020-04-19 | | 528(+2%) | 10(+11%) |
| 2020-04-20 | 2020-04-20 | | 535(+1%) | 10(=) |
| 2020-04-21 | 2020-04-21 | | 543(+1%) | 12(+20%) |
| 2020-04-22 | 2020-04-22 | | 549(+1%) | 12(=) |
| 2020-04-23 | 2020-04-23 | | 557(+1%) | 12(=) |
| 2020-04-24 | 2020-04-24 | | 563(+1%) | 12(=) |
| 2020-04-25 | 2020-04-25 | | 596(+6%) | 14(+17%) |
| 2020-04-26 | 2020-04-26 | | 606(+2%) | 15(+7%) |
| 2020-04-27 | 2020-04-27 | | 620(+2%) | 15(=) |
| 2020-04-28 | 2020-04-28 | | 625(+1%) | 15(=) |
| 2020-04-29 | 2020-04-29 | | 630(+1%) | 15(=) |
| 2020-04-30 | 2020-04-30 | | 643(+2%) | 17(+13%) |
| 2020-05-01 | 2020-05-01 | | 648(+1%) | 17(=) |
| 2020-05-02 | 2020-05-02 | | 652(+1%) | 17(=) |
| 2020-05-03 | 2020-05-03 | | 655(+0%) | 17(=) |
| 2020-05-04 | 2020-05-04 | | 657(+0%) | 17(=) |
| 2020-05-05 | 2020-05-05 | | 670(+2%) | 17(=) |
| 2020-05-06 | 2020-05-06 | | 673(+0%) | 17(=) |
| 2020-05-07 | 2020-05-07 | | 684(+2%) | 17(=) |
| 2020-05-08 | 2020-05-08 | | 694(+1%) | 18(+6%) |
| 2020-05-09 | 2020-05-09 | | 702(+1%) | 18(=) |
| 2020-05-10 | 2020-05-10 | | 707(+1%) | 19(+6%) |
| 2020-05-11 | 2020-05-11 | | 711(+1%) | 19(=) |
| 2020-05-12 | 2020-05-12 | | 717(+1%) | 19(=) |
| 2020-05-13 | 2020-05-13 | | 719(+0%) | 19(=) |
| 2020-05-14 | 2020-05-14 | | 724(+1%) | 19(=) |
| 2020-05-15 | 2020-05-15 | | 732(+1%) | 19(=) |
| 2020-05-16 | 2020-05-16 | | 733(+0%) | 19(=) |
| 2020-05-17 | 2020-05-17 | | 734(+0%) | 20(+5%) |
| 2020-05-18 | 2020-05-18 | | 737(+0%) | 20(=) |
| 2020-05-19 | 2020-05-19 | | 738(+0%) | 20(=) |
| 2020-05-20 | 2020-05-20 | | 746(+1%) | 20(=) |
| 2020-05-21 | 2020-05-21 | | 749(+0%) | 20(=) |
| 2020-05-22 | 2020-05-22 | | 753(+1%) | 20(=) |
| 2020-05-23 | 2020-05-23 | | 764(+1%) | 22(+10%) |
| 2020-05-24 | 2020-05-24 | | 769(+1%) | 22(=) |
| 2020-05-25 | 2020-05-25 | | 787(+2%) | 22(=) |
| 2020-05-26 | 2020-05-26 | | 789(+0%) | 22(=) |
| 2020-05-27 | 2020-05-27 | | 803(+2%) | 22(=) |
| 2020-05-28 | 2020-05-28 | | 811(+1%) | 22(=) |
| 2020-05-29 | 2020-05-29 | | 816(+1%) | 22(=) |
| 2020-05-30 | 2020-05-30 | | 821(+1%) | 22(=) |
| 2020-05-31 | 2020-05-31 | | 823(+0%) | 22(=) |
| ⋮ | | | | |
| 2021-03-31 | 2021-03-31 | | 105 549(+12 725%) | 974(+4327%) |
| 2021-04-01 | 2021-04-01 | | 108 188(+3%) | 1009(+4%) |
| 2021-04-02 | 2021-04-02 | | 111 568(+3%) | 1041(+3%) |
| 2021-04-03 | 2021-04-03 | | 113 904(+2%) | 1071(+3%) |
| 2021-04-04 | 2021-04-04 | | 117 757(+3%) | 1101(+3%) |
| 2021-04-05 | 2021-04-05 | | 119 958(+2%) | 1146(+4%) |
| 2021-04-06 | 2021-04-06 | | 123 063(+3%) | 1191(+4%) |
| 2021-04-07 | 2021-04-07 | | 126 987(+3%) | 1231(+3%) |
| 2021-04-08 | 2021-04-08 | | 130 657(+3%) | 1275(+4%) |
| 2021-04-09 | 2021-04-09 | | 137 946(+6%) | 1363(+7%) |
| 2021-04-10 | 2021-04-10 | | 141 380(+2%) | 1414(+4%) |
| 2021-04-11 | 2021-04-11 | | 144 462(+2%) | 1462(+3%) |
| 2021-04-12 | 2021-04-12 | | 147 173(+2%) | 1533(+5%) |
| 2021-04-13 | 2021-04-13 | | 149 430(+2%) | 1595(+4%) |
| 2021-04-14 | 2021-04-14 | | 152 089(+2%) | 1646(+3%) |
| 2021-04-15 | 2021-04-15 | | 156 499(+3%) | 1726(+5%) |
| 2021-04-16 | 2021-04-16 | | 159 569(+2%) | 1788(+4%) |
| 2021-04-17 | 2021-04-17 | | 162 400(+2%) | 1848(+3%) |
| 2021-04-18 | 2021-04-18 | | 164 744(+1%) | 1908(+3%) |
| 2021-04-19 | 2021-04-19 | | 167 033(+1%) | 1971(+3%) |
| 2021-04-20 | 2021-04-20 | | 169 327(+1%) | 2022(+3%) |
| 2021-04-21 | 2021-04-21 | | 172 601(+2%) | 2083(+3%) |
| 2021-04-22 | 2021-04-22 | | 175 891(+2%) | 2160(+4%) |
| 2021-04-23 | 2021-04-23 | | 179 537(+2%) | 2227(+3%) |
| 2021-04-24 | 2021-04-24 | | 182 326(+2%) | 2283(+3%) |
| 2021-04-25 | 2021-04-25 | | 184 865(+1%) | 2326(+2%) |
| 2021-04-26 | 2021-04-26 | | 187 349(+1%) | 2391(+3%) |
| 2021-04-27 | 2021-04-27 | | 190 096(+1%) | 2452(+3%) |
| 2021-04-28 | 2021-04-28 | | 193 027(+2%) | 2497(+2%) |
| 2021-04-29 | 2021-04-29 | | 195 734(+1%) | 2563(+3%) |
| 2021-04-30 | 2021-04-30 | | 198 428(+1%) | 2616(+2%) |
| 2021-05-01 | 2021-05-01 | | 200 908(+1%) | 2669(+2%) |
| 2021-05-02 | 2021-05-02 | | 202 492(+1%) | 2724(+2%) |
| 2021-05-03 | 2021-05-03 | | 204 120(+1%) | 2796(+3%) |
| 2021-05-04 | 2021-05-04 | | 206 946(+1%) | 2861(+2%) |
| 2021-05-05 | 2021-05-05 | | 209 867(+1%) | 2918(+2%) |
| 2021-05-06 | 2021-05-06 | | 213 449(+2%) | 2972(+2%) |
| 2021-05-07 | 2021-05-07 | | 216 146(+1%) | 3032(+2%) |
| 2021-05-08 | 2021-05-08 | | 218 800(+1%) | 3081(+2%) |
| 2021-05-09 | 2021-05-09 | | 220 683(+1%) | 3122(+1%) |
| 2021-05-10 | 2021-05-10 | | 222 870(+1%) | 3171(+2%) |
| 2021-05-11 | 2021-05-11 | | 225 847(+1%) | 3208(+1%) |
| 2021-05-12 | 2021-05-12 | | 228 102(+1%) | 3252(+1%) |
| 2021-05-13 | 2021-05-13 | | 231 901(+2%) | 3318(+2%) |
| 2021-05-14 | 2021-05-14 | | 235 206(+1%) | 3369(+2%) |
| 2021-05-15 | 2021-05-15 | | 238 079(+1%) | 3419(+1%) |
| 2021-05-16 | 2021-05-16 | | 240 512(+1%) | 3459(+1%) |
| 2021-05-17 | 2021-05-17 | | 242 906(+1%) | 3521(+2%) |
| 2021-05-18 | 2021-05-18 | | 246 026(+1%) | 3578(+2%) |
| 2021-05-19 | 2021-05-19 | | 249 365(+1%) | 3638(+2%) |
| 2021-05-20 | 2021-05-20 | | 253 941(+2%) | 3691(+1%) |
| 2021-05-21 | 2021-05-21 | | 258 540(+2%) | 3760(+2%) |
| 2021-05-22 | 2021-05-22 | | 262 009(+1%) | 3811(+1%) |
| 2021-05-23 | 2021-05-23 | | 265 098(+1%) | 3871(+2%) |
| 2021-05-24 | 2021-05-24 | | 267 888(+1%) | 3922(+1%) |
| 2021-05-25 | 2021-05-25 | | 271 859(+1%) | 3973(+1%) |
| 2021-05-26 | 2021-05-26 | | 276 435(+2%) | 4022(+1%) |
| 2021-05-27 | 2021-05-27 | | 280 372(+1%) | 4066(+1%) |
| 2021-05-28 | 2021-05-28 | | 284 579(+2%) | 4127(+2%) |
| 2021-05-29 | 2021-05-29 | | 288 172(+1%) | 4176(+1%) |
| 2021-05-30 | 2021-05-30 | | 291 488(+1%) | 4213(+1%) |
| 2021-05-31 | 2021-05-31 | | 294 503(+1%) | 4276(+1%) |
| 2021-06-01 | 2021-06-01 | | 298 006(+1%) | 4342(+2%) |
| 2021-06-02 | 2021-06-02 | | 301 524(+1%) | 4394(+1%) |
| 2021-06-03 | 2021-06-03 | | 304 411(+1%) | 4460(+2%) |
| 2021-06-04 | 2021-06-04 | | 308 490(+1%) | 4516(+1%) |
| 2021-06-05 | 2021-06-05 | | 312 703(+1%) | 4583(+1%) |
| 2021-06-06 | 2021-06-06 | | 316 535(+1%) | 4640(+1%) |
| 2021-06-07 | 2021-06-07 | | 318 783(+1%) | 4692(+1%) |
| 2021-06-08 | 2021-06-08 | | 322 978(+1%) | 4749(+1%) |
| 2021-06-09 | 2021-06-09 | | 326 405(+1%) | 4816(+1%) |
| 2021-06-10 | 2021-06-10 | | 330 027(+1%) | 4862(+1%) |
| 2021-06-11 | 2021-06-11 | | 333 484(+1%) | 4906(+1%) |
| 2021-06-12 | 2021-06-12 | | 336 470(+1%) | 4956(+1%) |
| 2021-06-13 | 2021-06-13 | | 338 513(+1%) | 4995(+1%) |
| 2021-06-14 | 2021-06-14 | | 340 818(+1%) | 5036(+1%) |
| 2021-06-15 | 2021-06-15 | | 343 615(+1%) | 5089(+1%) |
| 2021-06-16 | 2021-06-16 | | 346 515(+1%) | 5120(+1%) |
| 2021-06-17 | 2021-06-17 | | 348 662(+1%) | 5152(+1%) |
| ⋮ | | | | |
| 2021-08-26 | 2021-08-26 | | 384 458(+10%) | 6025(+17%) |
| 2021-08-27 | 2021-08-27 | | 384 531(+0%) | 6026(+0%) |
| 2021-08-28 | 2021-08-28 | | 384 622(+0%) | 6027(+0%) |
| 2021-08-29 | 2021-08-29 | | 384 692(+0%) | 6029(+0%) |
| 2021-08-30 | 2021-08-30 | | 384 778(+0%) | 6029(=) |
| ⋮ | | | | |
| 2021-12-01 | 2021-12-01 | | 399 966(+4%) | 6131(+2%) |
| 2021-12-02 | 2021-12-02 | | 400 275(+0%) | 6132(+0%) |
| 2021-12-03 | 2021-12-03 | | 400 542(+0%) | 6132(=) |
| 2021-12-04 | 2021-12-04 | | 400 821(+0%) | 6132(=) |
| 2021-12-05 | 2021-12-05 | | 400 925(+0%) | 6134(+0%) |
| 2021-12-06 | 2021-12-06 | | 401 103(+0%) | 6136(+0%) |
| 2021-12-07 | 2021-12-07 | | 401 340(+0%) | 6137(+0%) |
| 2021-12-08 | 2021-12-08 | | 401 640(+0%) | 6138(+0%) |
| 2021-12-09 | 2021-12-09 | | 401 897(+0%) | 6140(+0%) |
| 2021-12-10 | 2021-12-10 | | 402 149(+0%) | 6141(+0%) |
| 2021-12-11 | 2021-12-11 | | 402 383(+0%) | 6142(+0%) |
| 2021-12-12 | 2021-12-12 | | 402 509(+0%) | 6145(+0%) |
| 2021-12-13 | 2021-12-13 | | 402 719(+0%) | 6145(=) |
| 2021-12-14 | 2021-12-14 | | 402 978(+0%) | 6146(+0%) |
| 2021-12-15 | 2021-12-15 | | 403 293(+0%) | 6147(+0%) |
| 2021-12-16 | 2021-12-16 | | 403 582(+0%) | 6149(+0%) |
| 2021-12-17 | 2021-12-17 | | 403 899(+0%) | 6150(+0%) |
| 2021-12-18 | 2021-12-18 | | 404 255(+0%) | 6153(+0%) |
| 2021-12-19 | 2021-12-19 | | 404 460(+0%) | 6155(+0%) |
| 2021-12-20 | 2021-12-20 | | 404 821(+0%) | 6156(+0%) |
| 2021-12-21 | 2021-12-21 | | 405 236(+0%) | 6157(+0%) |
| 2021-12-22 | 2021-12-22 | | 405 681(+0%) | 6159(+0%) |
| 2021-12-23 | 2021-12-23 | | 406 127(+0%) | 6159(=) |
| 2021-12-24 | 2021-12-24 | | 406 739(+0%) | 6162(+0%) |
| 2021-12-25 | 2021-12-25 | | 407 099(+0%) | 6163(+0%) |
| 2021-12-26 | 2021-12-26 | | 407 381(+0%) | 6163(=) |
| 2021-12-27 | 2021-12-27 | | 407 981(+0%) | 6165(+0%) |
| 2021-12-28 | 2021-12-28 | | 408 894(+0%) | 6167(+0%) |
| 2021-12-29 | 2021-12-29 | | 410 311(+0%) | 6168(+0%) |
| 2021-12-30 | 2021-12-30 | | 411 658(+0%) | 6169(+0%) |
| 2021-12-31 | 2021-12-31 | | 413 383(+0%) | 6170(+0%) |
| 2022-01-01 | 2022-01-01 | | 414 294(+0%) | 6172(+0%) |
| 2022-01-02 | 2022-01-02 | | 415 249(+0%) | 6175(+0%) |
| 2022-01-03 | 2022-01-03 | | 416 970(+0%) | 6177(+0%) |
| 2022-01-04 | 2022-01-04 | | 420 108(+1%) | 6180(+0%) |
| 2022-01-05 | 2022-01-05 | | 425 436(+1%) | 6181(+0%) |
| 2022-01-06 | 2022-01-06 | | 430 958(+1%) | 6186(+0%) |
| 2022-01-07 | 2022-01-07 | | 437 062(+1%) | 6188(+0%) |
| 2022-01-08 | 2022-01-08 | | 443 436(+1%) | 6189(+0%) |
| 2022-01-09 | 2022-01-09 | | 449 422(+1%) | 6192(+0%) |
| 2022-01-10 | 2022-01-10 | | 456 179(+2%) | 6199(+0%) |
| 2022-01-11 | 2022-01-11 | | 463 357(+2%) | 6202(+0%) |
| 2022-01-12 | 2022-01-12 | | 473 180(+2%) | 6205(+0%) |
| 2022-01-13 | 2022-01-13 | | 483 820(+2%) | 6211(+0%) |
| 2022-01-14 | 2022-01-14 | | 490 626(+1%) | 6214(+0%) |
| 2022-01-15 | 2022-01-15 | | 500 267(+2%) | 6225(+0%) |
| 2022-01-16 | 2022-01-16 | | 512 841(+3%) | 6243(+0%) |
| 2022-01-17 | 2022-01-17 | | 520 822(+2%) | 6248(+0%) |
| 2022-01-18 | 2022-01-18 | | 531 452(+2%) | 6253(+0%) |
| 2022-01-19 | 2022-01-19 | | 543 166(+2%) | 6258(+0%) |
| 2022-01-20 | 2022-01-20 | | 556 163(+2%) | 6272(+0%) |
| 2022-01-21 | 2022-01-21 | | 569 037(+2%) | 6284(+0%) |
| 2022-01-22 | 2022-01-22 | | 580 066(+2%) | 6303(+0%) |
| 2022-01-23 | 2022-01-23 | | 588 995(+2%) | 6308(+0%) |
| 2022-01-24 | 2022-01-24 | | 599 040(+2%) | 6325(+0%) |
| 2022-01-25 | 2022-01-25 | | 609 785(+2%) | 6339(+0%) |
| 2022-01-26 | 2022-01-26 | | 621 453(+2%) | 6368(+0%) |
| 2022-01-27 | 2022-01-27 | | 631 019(+2%) | 6389(+0%) |
| 2022-01-28 | 2022-01-28 | | 644 631(+2%) | 6411(+0%) |
| 2022-01-29 | 2022-01-29 | | 653 853(+1%) | 6436(+0%) |
| 2022-01-30 | 2022-01-30 | | 661 441(+1%) | 6459(+0%) |
| 2022-01-31 | 2022-01-31 | | 668 425(+1%) | 6479(+0%) |
| 2022-02-01 | 2022-02-01 | | 679 878(+2%) | 6513(+1%) |
| 2022-02-02 | 2022-02-02 | | 690 496(+2%) | 6540(+0%) |
| 2022-02-03 | 2022-02-03 | | 700 511(+1%) | 6579(+1%) |
| 2022-02-04 | 2022-02-04 | | 710 874(+1%) | 6606(+0%) |
| 2022-02-05 | 2022-02-05 | | 719 948(+1%) | 6625(+0%) |
| 2022-02-06 | 2022-02-06 | | 726 042(+1%) | 6637(+0%) |
| 2022-02-07 | 2022-02-07 | | 733 010(+1%) | 6656(+0%) |
| 2022-02-08 | 2022-02-08 | | 741 454(+1%) | 6676(+0%) |
| 2022-02-09 | 2022-02-09 | | 749 554(+1%) | 6696(+0%) |
| 2022-02-10 | 2022-02-10 | | 758 366(+1%) | 6710(+0%) |
| 2022-02-11 | 2022-02-11 | | 765 960(+1%) | 6729(+0%) |
| 2022-02-12 | 2022-02-12 | | 772 757(+1%) | 6744(+0%) |
| 2022-02-13 | 2022-02-13 | | 777 490(+1%) | 6756(+0%) |
| 2022-02-14 | 2022-02-14 | | 782 556(+1%) | 6778(+0%) |
| 2022-02-15 | 2022-02-15 | | 788 676(+1%) | 6794(+0%) |
| 2022-02-16 | 2022-02-16 | | 795 316(+1%) | 6820(+0%) |
| 2022-02-17 | 2022-02-17 | | 800 833(+1%) | 6838(+0%) |
| 2022-02-18 | 2022-02-18 | | 808 012(+1%) | 6854(+0%) |
| 2022-02-19 | 2022-02-19 | | 812 367(+1%) | 6865(+0%) |
| 2022-02-20 | 2022-02-20 | | 815 704(+0%) | 6879(+0%) |
| 2022-02-21 | 2022-02-21 | | 819 379(+0%) | 6895(+0%) |
| 2022-02-22 | 2022-02-22 | | 823 784(+1%) | 6905(+0%) |
| 2022-02-23 | 2022-02-23 | | 827 814(+0%) | 6919(+0%) |
| 2022-02-24 | 2022-02-24 | | 831 950(+0%) | 6932(+0%) |
| 2022-02-25 | 2022-02-25 | | 835 346(+0%) | 6949(+0%) |
| 2022-02-26 | 2022-02-26 | | 838 341(+0%) | 6961(+0%) |
| 2022-02-27 | 2022-02-27 | | 840 511(+0%) | 6977(+0%) |
| 2022-02-28 | 2022-02-28 | | 842 462(+0%) | 6985(+0%) |
| 2022-03-01 | 2022-03-01 | | 844 400(+0%) | 6991(+0%) |
| 2022-03-02 | 2022-03-02 | | 846 868(+0%) | 7005(+0%) |
| 2022-03-03 | 2022-03-03 | | 849 050(+0%) | 7014(+0%) |
| 2022-03-04 | 2022-03-04 | | 851 241(+0%) | 7031(+0%) |
| 2022-03-05 | 2022-03-05 | | 853 170(+0%) | 7040(+0%) |
| 2022-03-06 | 2022-03-06 | | 854 375(+0%) | 7046(+0%) |
| 2022-03-07 | 2022-03-07 | | 855 883(+0%) | 7051(+0%) |
| 2022-03-08 | 2022-03-08 | | 857 635(+0%) | 7059(+0%) |
| 2022-03-09 | 2022-03-09 | | 859 165(+0%) | 7069(+0%) |
| 2022-03-10 | 2022-03-10 | | 860 663(+0%) | 7075(+0%) |
| 2022-03-11 | 2022-03-11 | | 862 153(+0%) | 7083(+0%) |
| 2022-03-12 | 2022-03-12 | | 863 365(+0%) | 7090(+0%) |
| 2022-03-13 | 2022-03-13 | | 864 376(+0%) | 7095(+0%) |
| 2022-03-14 | 2022-03-14 | | 865 644(+0%) | 7103(+0%) |
| 2022-03-15 | 2022-03-15 | | 867 282(+0%) | 7110(+0%) |
| 2022-03-16 | 2022-03-16 | | 868 952(+0%) | 7116(+0%) |
| 2022-03-17 | 2022-03-17 | | 871 081(+0%) | 7120(+0%) |
| 2022-03-18 | 2022-03-18 | | 872 938(+0%) | 7127(+0%) |
| 2022-03-19 | 2022-03-19 | | 874 404(+0%) | 7134(+0%) |
| 2022-03-20 | 2022-03-20 | | 875 313(+0%) | 7138(+0%) |
| 2022-03-21 | 2022-03-21 | | 876 400(+0%) | 7141(+0%) |
| 2022-03-22 | 2022-03-22 | | 877 763(+0%) | 7142(+0%) |
| 2022-03-23 | 2022-03-23 | | 879 618(+0%) | 7144(+0%) |
| 2022-03-24 | 2022-03-24 | | 881 152(+0%) | 7147(+0%) |
| 2022-03-25 | 2022-03-25 | | 882 379(+0%) | 7149(+0%) |
| 2022-03-26 | 2022-03-26 | | 883 354(+0%) | 7150(+0%) |
| 2022-03-27 | 2022-03-27 | | 884 081(+0%) | 7151(+0%) |
| 2022-03-28 | 2022-03-28 | | 884 742(+0%) | 7154(+0%) |
| 2022-03-29 | 2022-03-29 | | 885 980(+0%) | 7156(+0%) |
| 2022-03-30 | 2022-03-30 | | 887 028(+0%) | 7156(=) |
| 2022-03-31 | 2022-03-31 | | 887 935(+0%) | 7159(+0%) |
| 2022-04-01 | 2022-04-01 | | 888 639(+0%) | 7161(+0%) |
| 2022-04-02 | 2022-04-02 | | 889 132(+0%) | 7162(+0%) |
| 2022-04-03 | 2022-04-03 | | 889 513(+0%) | 7166(+0%) |
| 2022-04-04 | 2022-04-04 | | 890 140(+0%) | 7169(+0%) |
| 2022-04-05 | 2022-04-05 | | 890 980(+0%) | 7171(+0%) |
| 2022-04-06 | 2022-04-06 | | 891 800(+0%) | 7176(+0%) |
| 2022-04-07 | 2022-04-07 | | 892 454(+0%) | 7179(+0%) |
| 2022-04-08 | 2022-04-08 | | 893 009(+0%) | 7181(+0%) |
| 2022-04-09 | 2022-04-09 | | 893 575(+0%) | 7181(=) |
| 2022-04-10 | 2022-04-10 | | 893 909(+0%) | 7182(+0%) |
| 2022-04-11 | 2022-04-11 | | 894 267(+0%) | 7183(+0%) |
| 2022-04-12 | 2022-04-12 | | 894 630(+0%) | 7186(+0%) |
| 2022-04-13 | 2022-04-13 | | 894 984(+0%) | 7188(+0%) |
| 2022-04-14 | 2022-04-14 | | 895 240(+0%) | 7190(+0%) |
| 2022-04-15 | 2022-04-15 | | 895 451(+0%) | 7193(+0%) |
| 2022-04-16 | 2022-04-16 | | 895 592(+0%) | 7193(=) |
| 2022-04-17 | 2022-04-17 | | 895 775(+0%) | 7197(+0%) |
| Fuente: Sistema Nacional de Emergencias (vía web de Presidencia de la República) [actualizar datos]                                                                         | | | | |

### 2020
Marzo
De acuerdo a la pesquisa epidemiológica, era inevitable el aumento del número de casos autóctonos del brote del COVID-19 en Uruguay, por los contagios producidos, ya que los cuatro casos iniciales estaban en el periodo de incubación, durante el cual la persona tiene la capacidad de infectar a otras personas sanas. Uno de los enfermos compartió una boda con otras 500 personas en la capital del país, y algunos de los asistentes comenzaron con síntomas respiratorios. Otros dos enfermos realizaron un viaje de 6 horas en un bus de transporte colectivo interdepartamental, hacia el interior del país, y algunos de los pasajeros que compartieron ese viaje,  fueron contactados por las autoridades cuando ya presentaban síntomas.
El 14 de marzo, se hizo público que los dos enfermos que viajaron en bus al interior del país el 8 de marzo, generaron unos 200 contactos de proximidad, que entraron en la categoría de casos sospechosos con solicitud de cuarentena domiciliaria.
El día 15 de marzo, un médico, que trabaja en dos instituciones de asistencia médica colectiva, fue confirmado como positivo, y por prevención, se contactaron pacientes que estuvieron en sus consultas, así como integrantes del equipo de salud que podrían haber sido contagiados.
El día 16 de marzo, se hizo público que uno de los enfermos estuvo en una boda en Paraguay y luego el viernes 6 concurrió a la concentración deportiva de un club de fútbol de Primera División de Uruguay, generando allí al menos 20 contactos sospechosos. También se informó de personal de salud infectado.
El 17 de marzo se supo que otros asistentes a la boda de 500 personas, tres estudiantes de una universidad privada que concurrieron a sus cursos presenciales desde entonces, dieron positivo al coronavirus. Se solicitó entonces cuarentena para todos sus compañeros de estudio.
Infectólogos independientes plantean que el número de testeos realizados es demasiado escaso, teniendo en cuenta que constituyen un insumo básico para seguir la evolución del brote epidémico. También explican que existen diferentes criterios utilizados para el diagnóstico, lo que también lleva a un subregistro a nivel nacional. La capacidad de los laboratorios de procesar las muestras y el escaso número de esos kits existentes en el país, es determinante. Se espera el crecimiento explosivo de casos con la llegada de más kits de diagnóstico.
El 19 de marzo, un joven argentino con síntomas procedente de Europa, pasó por Montevideo y Maldonado donde fue testeado por COVID-19; luego desde Colonia del Sacramento viajó a Buenos Aires en un buque de pasajeros, condenando a 400 viajeros a cuarentena obligada.
El 23 de marzo, se realizaron 211 test que confirmaron solamente 4 casos nuevos. El 24 de marzo no se cambiaron los parámetros para contabilizar los enfermos del COVID-19; los casos "sospechosos" con síntomas, que hayan tenido contacto con enfermos, no serán considerados "confirmados" sin test para el virus SARS-CoV-2.
Una médico del Hospital Militar que dio positivo para coronavirus, estuvo en contacto con 49 personas, de ellos, 13 eran médicos.
Abril
El 1 de abril hay 36 casos confirmados en trabajadores de la salud. El 2 de abril muere el primer enfermo que fue contagiado en la boda de 500 personas de Carrasco.
El 4 de abril un paciente del hospital psiquiátrico que presentaba síntomas, fue derivado a un hospital general sin medidas de aislamiento; contagió a 2 y generó 100 contactos sospechosos y 20 cuarentenas en funcionarios del psiquiátrico y obligó a otras 40 cuarentenas entre el personal del hospital general.  El número parcial de casos positivos llegó a 22 en el hospital psiquiátrico.
En otro hospital general, un nuevo paciente del hospital psiquiátrico, fue dializado e internado en sala general, generó 60 contactos sospechosos entre el personal de salud que fueron puestos en cuarentena.
El 10 de abril se acordó aumentar la frecuencia de líneas de ómnibus en horas pico (para evitar aglomeraciones) además de ordenar el uso de tapabocas tanto para el personal como para los pasajeros. Para cumplir esto último cada unidad ofrecerá tapabocas.
El 12 de abril se empezó a separar los casos confirmados de los tests con resultado positivo ya que existen personas que se realizaron más de un test.
El 13 de abril se retomaron las actividades en la rama de la construcción, en un principio para actividades de acondicionamiento de los centros de trabajo
El 16 de abril se informa que el departamento de Rivera deja de tener casos confirmados y que de los 82 casos positivos en personal de la salud, 39 ya se recuperaron y los 43 restantes continúan cursando la enfermedad.
El 20 de abril se supo que una mujer de 27 años, sospechosa de contagio y esperando el resultado del test, rompió la cuarentena al viajar en dos días consecutivos en buses de transporte colectivo. Se detectaron al menos 70 contactos entre los pasajeros.
El 22 de abril se empezó a retomar clases presenciales con asistencia voluntaria, en cerca de 340 escuelas rurales del interior del país. La concurrencia de niños se estimó en 35 % del total de los inscritos. Fue una medida anunciada el 8 de abril que en un principio contemplaba más de 900 escuelas y luego se redujo a 543.
El 24 de abril la Asociación de Supermercados del Uruguay "exhorta a los clientes a ingresar a los locales de todo el país con mascarillas u otros implementos que garanticen que la boca y la nariz queden cubiertas". Se ejercerán los controles necesarios en el local, para asegurar el adecuado cumplimiento del uso de tapabocas.
El 25 de abril se confirmaron 31 casos nuevos en Montevideo debido a un brote surgido en una residencia de personas mayores y luego transportado a otros dos centros residenciales. Los pacientes infectados fueron protocolizados, y el resto de los  residentes se encuentran en cuarentena.
Mayo a octubre
El 4 de mayo comenzó la reapertura de varios locales comerciales en el centro de Montevideo en el horario reducido de las 10hs a las 18hs.
El 23 de mayo hubo un aumento importante de casos en Rivera, además de confirmarse las primeras dos muertes en dicho departamento. Ante esto el Gobierno decidió durante 15 días que se tomaran medidas como la suspensión del inicio de clases previsto, el control estricto a la ciudad de Rivera y la fuerte exhortación del uso de medidas higiénico/sanitarias de prevención. El 29 de junio se retomó el inicio de clases en Rivera, coincidiendo con el hecho de no tener más casos activos en el departamento.
El 9 de junio comenzó la reapertura de los shoppings en todo el país salvo en Rivera. Estos permanecerán abiertos en el horario de 12hs a 20hs de lunes a viernes y de 11hs a 20hs los sábados y domingos.
El 21 de junio hubo un aumento importante de casos en Treinta y Tres a raíz de un test positivo a una funcionaria de salud que estuvo en contacto con varios compañeros. La Intendencia de Treinta y Tres resolvió tras esta situación suspender la feria dominical.
El 14 de julio surgió un nuevo brote de casos en Montevideo a causa de un paciente sin síntomas que ingresó en el Hospital Médica Uruguaya por una descompensación, fue dado de alta cinco días después y luego reingresó con sintomatologías respiratorias en donde quedó confirmado como caso positivo. El Ministerio de Salud Pública anunció la realización de tests a más de 500 trabajadores del hospital.
A partir del 16 de julio debido al brote en Médica Uruguaya, se empezaron a dar casos positivos en otros centros de salud de Montevideo y el interior. Entre las medidas tomadas para frenar dichos brotes se encuentra el hisopado para quienes vayan a internarse en centros de salud de Montevideo y Canelones y la prohibición a acompañantes de pacientes de rotar entre sanatorios
Durante la primera semana de agosto empezó lentamente la reapertura de teatros y museos de gran capacidad con un aforo reducido a su tercera parte, así como también la reanudación del campeonato uruguayo de fútbol sin público
El 1 de septiembre se detectó el primer caso en Florida, con lo cual todos los departamentos del país ya cuentan con al menos un caso cconfirmado.
El 14 de octubre se confirmaron 31 casos nuevos en Montevideo debido a un brote surgido en una residencia de personas mayores. El 17 de octubre se confirma un segundo brote proveniente de esa residencia.
Diciembre
A partir del 2 de diciembre, ante el elevado aumento de casos (sobre todo en Montevideo), se pusieron en vigencia una serie de medidas temporales para frenar el crecimiento. Entre ellas el cierre de actividades deportivas en gimnasios y lugares cerrados, la implementación de teletrabajo en oficinas públicas, cierre de restaurantes a partir de la medianoche y la suspensión de fiestas de fin de cursos.
El 16 de diciembre el presidente Luis Lacalle Pou anunció un nuevo conjunto de medidas, entre ellas la reglamentación del artículo 38 de la Constitución (la potestad del poder ejecutivo para disolver aglomeraciones), la prohibición de entrada desde el exterior entre el 21 de diciembre y el 10 de enero, reducir el aforo en el transporte interdepartamental a la mitad en esas fechas, extender el horario de los shoppings y ferias, la reapertura de los gimnasios (con un aforo máximo de 30%) y la suspensión de los espectáculos públicos.

### 2021
Enero a junio
El 6 de enero el presidente Lacalle Pou anunció la extensión hasta el 31 de enero de las medidas tomadas el 16 de diciembre (incluyendo la prohibición de entrada desde el exterior), con la habilitación de espectáculos deportivos sin público, espectáculos culturales con aforo mínimo y refuerzo de testeos en Montevideo, Canelones y Rocha.
El 10 de enero se registró un número récord de casos, con 1.215 nuevos contagiados y 8 muertos. El índice de positividad llega al 14,29%, muy por encima del 5% considerado como crítico por la Universidad Johns Hopkins. El gobierno no ofrece ninguna información sobre las negociaciones por nuevas vacunas, pero se entiende que hasta ahora no se han cerrado contratos con ningún laboratorio.
El 13 de enero se reportó que debido a una falla en el sistema de cómputos, se omitieron 475 casos reportados entre el 29 de diciembre y el 7 de enero. Estos fueron luego incluidos en el reporte del día 14.
El 23 de enero, el presidente Lacalle Pou anunció en conferencia de prensa que el gobierno comprará 3,75 millones de dosis, que llegarían a fines de febrero o en marzo, con un costo estimado de 120 millones de dólares estadounidenses. Las dosis consistirían en 2 millones de la vacuna Tozinamerán de  Pfizer y BioNTech, 1 millón 750 mil de la vacunas chinas Coronavac del laboratorio Sinovac y otro millón y medio a obtener a través del programa COVAX de la Organización Mundial de la Salud. Además dijo que estaban negociando con otros tres laboratorios. Propuso como meta del gobierno vacunar a 2,8 millones de personas y la vacunación no será obligatoria.
El 27 de enero, el presidente anunció una nueva extensión de las medidas, con la salvedad de la reapertura parcial de las fronteras para ciudadanos uruguayos y extranjeros residentes a partir del 1.º de febrero.

El 25 de febrero Uruguay se convierte en el último país de América Latina en recibir vacunas. Ese día arriba al país el primer lote de 192 mil dosis de CoronaVac de la empresa Sinovac. Dos días más tarde comienza la distribución de las dosis a todo el país.
El 1.º de marzo inició la campaña de vacunación. En primera instancia, con el primer lote de vacunas CoronaVac se inocularon a policías, bomberos, militares, maestros y profesores de la educación inicial, primaria y secundaria menores a 60 años. Se espera que todos los funcionarios esenciales sean vacunados antes del 15 de marzo, fecha de la llegada del segundo lote de vacunas de Sinovac.
El 16 de marzo de 2021, dos semanas antes de que comenzaran las clases, el presidente Lacalle Pou anunció una suspensión de dos semanas de clases en el departamento de Rivera y la suspensión de la asistencia obligatoria en el resto del país. Una semana después, el 23 de marzo, y habiendo confirmado casos de la Variante Gamma en siete departamentos del país, se anunciaron más medidas: el cierre de oficinas públicas hasta el 12 de abril; la suspensión de clases presenciales en todos los niveles educativos; el cierre de centros termales, gimnasios y free shops en las ciudades fronterizas con Brasil. Además, informó que se reinstalaría el "Tributo COVID", un impuesto para aquellos funcionarios cuyos sueldos superen los UYU 120.000 mensuales, y que se destinaría al "Fondo Coronavirus". Lacalle Pou negó que el país volvería a "Quédate en casa", pero que sería "Quedate en tu Burbuja". Estas medidas fueron posteriormente extendidas por abril, mayo, y junio.
Entre abril y mayo, Uruguay se convirtió en el país con mayor índice de contagios y de muertes del mundo, durante varias semanas, según www.ourworldindata.org
El retorno a la educación presencial inició el 3 de mayo, con la apertura de las escuelas rurales. El 7 de junio regresaron a las aulas los alumnos de primero, segundo y tercer año de primaria de Montevideo, Canelones y Salto. El 14 de junio, los de cuarto, quinto y sexto año de las escuelas urbanas de todo el país, exceptuando las de Montevideo, Canelones y Salto, que retornaron a las clases presenciales el día 21. Por su parte, en la educación secundaria, el 12 de julio se dio el regreso a clases presenciales de los estudiantes de primer, cuarto, y sexto año de liceo y de UTU; mientras que una semana más tarde, el 19 de julio, los de segundo, tercero y quinto año de liceo y de UTU.
Julio a diciembre
El 5 de julio se habilitaron los espectáculos públicos, así como fiestas y eventos de características similares, y patios de comida, con limitaciones de aforo. Las salas de cine también fueron habilitadas, exceptuando aquellas de Montevideo, Canelones y Maldonado, que fueron reabiertas al público el 15 de julio.
El 18 de agosto se habilitó el público en estadios; el primer encuentro fue el que tuvo lugar en el Estadio Campeón del Siglo entre el Club Atlético Peñarol y Club Sporting Cristal, en el cual se permitió un aforo de 5 mil espectadores en el recinto.
El 28 de octubre el Poder Ejecutivo emitió un decreto que oficializó la apertura de fronteras para el 1 de noviembre. La normativa estableció que se le permitía la entrada a extranjeros que acrediten haber sido inoculados con una o dos dosis, dependiendo de la vacuna; y a aquellos que hayan cursado la enfermedad dentro de los últimos 90 días previos al arribo al país, lo que deberán acreditar mediante resultado positivo por test PCR o test de detección de antígenos. En la primera semana más de 23 mil personas ingresaron al país, mientras que 19 mil egresaron.
Entre el 20 y el 27 de noviembre, Montevideo fue sede de las finales de tres torneos continentalesː de la Copa Sudamericana 2021, de la Copa Libertadores Femenina 2021 y la Copa Libertadores 2021. Para esta última arribaron al país alrededor de 30 mil brasileños.
El 29 de diciembre, el Ministerio de Salud Pública confirmó los primeros casos de la Variante ómicron en el país. El titular de la cartera, Daniel Salinas indicó que el tiempo para recibir la tercera dosis (refuerzo) se acortaría de seis a cuatro meses teniendo una vigencia desde el 30 de diciembre.

### 2022
El 5 de enero de 2022, el Ministerio de Salud Pública anunció que se reduciría el período de cuarentena de catorce a siete días, en aquellas personas que cuenten con tres dosis de la vacuna, y que sean asintomáticos, o sintomáticos que no hayan tenido síntomas respiratorios o fiebre en las últimas 72 horas. Por su parte, informó que quienes posean dos dosis y sean sintomáticos, deberán permanecer en cuarentena por diez días. El 19 de enero, el Poder Ejecutivo decretó que aquellas personas que hayan cursado la enfermedad dentro de los últimos 10 a 90 días previos al arribo a Uruguay quedaban exceptuadas de presentar el test negativo de PCR, que debía ser realizado hasta 72 horas previas al viaje, y a su vez, de permanecer en cuarentena obligatoria de siete a catorce días.
En marzo, para el inicio del año lectivo, las autoridades de la enseñanza establecieron un nuevo protocolo sanitario, en el cual se estableció que solo llevarían a cabo aislamientos masivos en caso de brote. Respecto al uso de la mascarilla, este dejó de ser obligatorio a excepción de los docentes y funcionarios de los centros educativos. Asimismo, se finalizó la exigencia de un máximo de estudiantes por aula, y del desdoblamiento de los grupos.
Desde el 4 de abril el país dejó de exigir, para el ingreso al país, un test de antígenos a las personas que cuenten con el esquema de vacunación completo, o que acrediten haber cursado la enfermedad en los últimos 90 días antes. Un día más tarde, el 5 de abril, el presidente Lacalle decretó el final del Estado de Emergencia Sanitaria, después de transcurridos 2 años y 24 días de su inicio. Tras el cese, la Administración Nacional de Educación Pública (ANEP) anunció la finalización de la disposición que obligaba a realizar cuarentenas cuando se registraran casos positivos de COVID-19 en centros educativos, y que en caso de personas con síntomas, sería “recomendable la no asistencia a clases”.
El 17 de abril se emitió el último informe diario sobre la situación del coronavirus del Sistema Nacional de Emergencias, pasando a ser semanal.

## Estadísticas

### Casos por departamentos
| Datos por departamento (al 22 de agosto de 2021) | Datos por departamento (al 22 de agosto de 2021) | Datos por departamento (al 22 de agosto de 2021) | Datos por departamento (al 22 de agosto de 2021) | Datos por departamento (al 22 de agosto de 2021) |
| Departamento                                     | Casos confirmados                                | Casos activos                                    | Casos recuperados                                | Muertes confirmadas                              |
| ------------------------------------------------ | ------------------------------------------------ | ------------------------------------------------ | ------------------------------------------------ | ------------------------------------------------ |
| Montevideo                                       | 179 921                                          | 717                                              | 176 229                                          | 2975                                             |
| Canelones                                        | 57 459                                           | 193                                              | 56 564                                           | 702                                              |
| Maldonado                                        | 17 089                                           | 72                                               | 16 821                                           | 196                                              |
| Salto                                            | 15 160                                           | 23                                               | 14 835                                           | 302                                              |
| Rivera                                           | 12 548                                           | 64                                               | 12 286                                           | 198                                              |
| Paysandú                                         | 12 449                                           | 69                                               | 12 202                                           | 178                                              |
| San José                                         | 12 411                                           | 28                                               | 12 239                                           | 144                                              |
| Tacuarembó                                       | 11 472                                           | 13                                               | 11 295                                           | 164                                              |
| Colonia                                          | 10 398                                           | 34                                               | 10 194                                           | 170                                              |
| Artigas                                          | 9179                                             | 22                                               | 9008                                             | 149                                              |
| Cerro Largo                                      | 8889                                             | 32                                               | 8684                                             | 173                                              |
| Soriano                                          | 7555                                             | 18                                               | 7357                                             | 180                                              |
| Río Negro                                        | 6180                                             | 15                                               | 6035                                             | 130                                              |
| Florida                                          | 5899                                             | 11                                               | 5809                                             | 79                                               |
| Rocha                                            | 4797                                             | 21                                               | 4704                                             | 72                                               |
| Durazno                                          | 4329                                             | 16                                               | 4237                                             | 76                                               |
| Treinta y Tres                                   | 3729                                             | 10                                               | 3636                                             | 83                                               |
| Lavalleja                                        | 3217                                             | 4                                                | 3184                                             | 29                                               |
| Flores                                           | 1413                                             | 5                                                | 1392                                             | 16                                               |
| Total                                            | 384 094                                          | 1367                                             | 376 711                                          | 6016                                             |

### Vacunaciones
Al 1 de noviembre de 2021 se han suministrado 6 619 454 dosis. El 77,97% de la población (2.762.330 personas) cuenta con una dosis, mientras que el 73,98% (2.621.173 personas) cuentan con dos dosis y el esquema de vacunación completo. Por su parte, 1 235 951 personas tienen una tercera dosis de refuerzo.
|  | Gráfico no disponible temporalmente debido a problemas técnicos. |

|  | Gráfico no disponible temporalmente debido a problemas técnicos. |

La campaña de vacunación inició el 1 de marzo, y en la primera semana 72.600 personas fueron inoculadas. El 12 de marzo comenzó la vacunación para 13 400 presos de todo el Uruguay.
El 16 ante la llegada de 1 558 000 dosis de Coronavac, comenzó la vacunación para aquellos residentes en ciudades fronterizas con Brasil comprendidos entre los 50 y 70 años, y para los del mismo grupo de edad en el resto del país el 18 de marzo de 2021, mientras que para a los mayores de 80 años, el 22 de marzo. Entre el 29 de marzo y el 2 de abril, como un período especial, se vacunaron 170.000 personas entre 18 y 70 años. Las vacunas estuvieron disponibles para aquellos entre 70 y 79 años el 10 de abril, para aquellos entre 18 y 30 el 1 de junio, y para los menores de entre 12 y 17 años el 9 de junio. Una tercera dosis para personas inmunodeprimidas y vacunadas con CoronaVac fue aprobada por el gobierno el 28 de julio de 2021.
El 4 de abril, el país recibió 48.000 dosis del mecanismo COVAX. Entre el 7 y 9 de mayo se adjudicaron 450.000 turnos para vacunarse contra el COVID-19 a personas de 31 años que estaban en lista de espera desde marzo. El 13 de mayo arribaron 50.400 dosis AZD1222 de la Universidad de Oxford y AstraZeneca, compradas a través del mecanismo Covax, y en principio destinadas para mayores de 60 años. El 15 de mayo legaron 119.340 vacunas Tozinamerán de Pfizer y BioNTech contra el COVID-19, para el grupo de mayores de 30 años.
El 29 de diciembre se habilitó la agenda para inscribir a los niños de entre 5 y 11 años para recibir la vacuna de Pfizer-BioNTech. La vacunación comenzó el 12 de enero de 2022, con 12 700 menores agendados. El 23 de febrero se habilitó la vacunación con la dosis de refuerzo para las personas entre 12 y 18 años, y la cuarta para los mayores de 50. El 13 de mayo, la cuarta dosis estuvo disponible para personas entre 18 a 49 años.

## Impactos
Al igual que en todas partes del mundo, la economía uruguaya se ha visto resentida al pararse gran parte de las actividades económicas, producto de las medidas sanitarias tomadas por el Gobierno uruguayo basándose en las recomendaciones de la OMS.
Según el Banco Mundial, el PBI de Uruguay caería un 2,7% durante el 2020, lo que sería una caída inferior al promedio de América Latina que se estimó en 5,5%.
Por otra parte, los pedidos de seguro de desempleo para el mes de abril, que ha recibido el Ministerio de Trabajo, ascendieron a más de cien mil, pero el ministro de Trabajo Pablo Mieres estimó que existen otros cuatrocientos mil trabajadores informales que quedaron por fuera de ese beneficio laboral.
A principios de abril, el uso de Internet en los hogares uruguayos había aumentado en un 32% y el uso de dispositivos móviles en un 44%, según datos oficiales de la compañía estatal de telecomunicaciones Antel.
Como consecuencia de la pandemia, las elecciones municipales de 2020 previstas para el 10 de mayo debieron ser pospuestas para el 27 de septiembre, producto de una ley interpretativa constitucional que autorizaba a la Corte Electoral para cambiar la fecha eleccionaria.
Actualmente existe una discusión en el ámbito académico sobre si era posible cambiar o no esta fecha, ya que la misma está establecida por la Constitución de la República Oriental del Uruguay y por el ordenamiento jurídico de este país, una ley no puede cambiar un mandato constitucional.
En materia educativa, las clases en todos los niveles educativos fueron suspendidas en el nivel presencial, por lo que se decidió en muchos casos, continuar el proceso educativo de manera no presencial.
Sin embargo, ha habido algunas excepciones, el gobierno uruguayo elaboró un plan para comenzar a retomar las clases, el mismo ha comenzado por la vuelta a las actividades educativas en las escuelas rurales a fines de abril. En mayo se anunció el plan para el retorno de clases presenciales voluntarias para el resto de la educación del país comenzando en distintas etapas a partir de agosto. El 1 de marzo de 2021, se retoma la prseencialidad plena para estudiantes de educación inicial, primaria y secundaria.

## Brotes
Desde el 20 de octubre, ante el progresivo aumento de casos nuevos los cuales superan ampliamente a los reportados en los primeros meses de la pandemia, los comunicados oficiales informan la procedencia de las infecciones de los casos nuevos reportados en el día y de nuevos brotes surgidos.
- 23 de octubre de 2020, se reportaron 58 casos nuevos, de los cuales 13 son importados (6 de ellos, de militares provenientes de las Misiones de Paz en la República Democrática del Congo).[141]
- 28 de octubre de 2020, se reportaron 65 casos nuevos. Se destacan brotes en el INAU, en centros CAIF, en Relaciones Exteriores, en una institución deportiva y en una institución educativa, así como brotes en eventos sociales e intrafamiliares.[142]
- 29 de octubre de 2020, se reportaron 63 casos nuevos, de los cuales 12 son importados (7 de ellos, de militares provenientes de las Misiones de Paz en la República Democrática del Congo).[143]
- 4 de noviembre de 2020, se reportaron 49 casos nuevos, de los cuales 18 corresponden a un brote en la Escuela Militar.[144]
- 5 de noviembre de 2020, se reportaron 64 casos nuevos, de los cuales 12 corresponden a un brote en una residencia de personas mayores en Montevideo.[145]
- 7 de noviembre de 2020, se reportaron 71 casos nuevos, de los cuales 17 son importados, además de detectarse focos en un supermercado y en un equipo de fútbol universitario.[146]
- 8 de noviembre de 2020, se reportaron 73 casos nuevos, de los cuales 22 provienen de un foco detectado en el departamento de Cerro Largo.[147]
- 12 de noviembre de 2020, se reportaron 95 casos nuevos, de los cuales 60 provienen de cuatro focos detectados en Montevideo vinculados a instituciones deportivas y a un grupo de danza. También ha aumentado la cantidad de contagios intrafamiliares.[148]
- 15 de noviembre de 2020, se reportaron 73 casos nuevos. Surgieron tres brotes (dos en Montevideo y uno en Paysandú) relacionados con eventos sociales.[149]
- 17 de noviembre de 2020, se reportaron 104 casos nuevos. Se suma un brote surgido en un centro religioso en Tacuarembó.[150]
- 18 de noviembre de 2020, se reportaron 88 casos nuevos. Surgen dos brotes en Montevideo. Uno en un geriátrico y el otro correspondiente a la Selección de fútbol de Uruguay.[151]
- 22 de noviembre de 2020, se reportaron 135 casos nuevos, de los cuales 91 fueron detectados en Montevideo. A los focos informados se suman, una empresa naviera, un complejo deportivo de Ciudad de la Costa y casos importados.[152]
- 26 de noviembre de 2020, se reportaron 129 casos nuevos, de los cuales 73 fueron detectados en Montevideo. Allí se registró un foco en una residencia de personas mayores.[153]
- 27 de noviembre de 2020, se reportaron 186 casos nuevos. Se suman nuevos brotes en comercios gastronómicos e instituciones educativas y de investigación de Montevideo.[154]
- 28 de noviembre de 2020, se reportaron 208 casos nuevos. Se suman varios brotes nuevos, todos en Montevideo.[155]
- 29 de noviembre de 2020, se reportaron 205 casos nuevos. Se suman varios brotes nuevos, todos en Montevideo.[156] 38 de esos casos provienen de un colegio.[157]
- 6 de diciembre de 2020, se reportaron 338 casos nuevos. Se suman varios casos intrafamiliares, aumento de casos en focos activos, tres centros de salud y una empresa de servicios telefónicos como brotes nuevos[158]
- 8 de diciembre de 2020, se reportaron 301 casos nuevos. Se suman focos en empresas, comercios, centros educativos y deportivos.[159]
- 10 de diciembre de 2020, se reportaron 383 casos nuevos. Se suma un brote en un establecimiento carcelario.[160]
- 13 de diciembre de 2020, se reportaron 528 casos nuevos. Se identifican 12 brotes nuevos en instituciones y nuevos brotes intrafamiliares en todo el país.[161]
- 10 de enero de 2021, se reportaron 1.215 casos nuevos y ocho personas fallecidas.[162]
- 9 de abril de 2021, se reportaron 7.289 casos nuevos (datos de Google) y con 52 personas fallecidas. Mientras el SINAE (Sistema Nacional de Emergencia) solo reportó 3.786 casos nuevos de 15.815 análisis.[163]
- 29 de mayo de 2021, se reportaron 5.974 casos nuevos (datos de Google) y con 49 personas fallecidas. Mientras el SINAE (Sistema Nacional de Emergencia) solo reportó 3.594 casos nuevos de 21.909 análisis.[164]

Se detectó el 22 de marzo la variante p1 al país por primera vez en el Uruguay, se sospecha que su ingreso al país fue a mitad de febrero. Con una población casi sin vacunar se dio una cantidad de contagios muy importantes.
Desde el 10 de junio de 2021, ante el progresivo aumento de personas vacunadas se ve un descenso de casos ampliamente a los reportados en los anteriores meses de la pandemia, a su vez los comunicadores oficiales informan la presencia de una nueva cepa (Delta) mucho más contagiosa en Brasil y Argentina, por lo que deciden acudir al Instituto Pasteur para analizar 50 análisis de personas que ingresaron al Uruguay, del día 6 de julio de 2021. Estas muestras aun no fueron enviadas al laboratorio y que, una vez analizadas y secuenciadas, se sabrá qué variante tienen.
En Uruguay se necesita que venga capital extranjero a invertir y para esto debe mostrar una imagen Internacional coherente con la pandemia. Por lo que incluso al no tener dinero, disminuyen la cantidad de test a partir de junio (donde antes se hacían 19.000 ahora se hacen 9.000 al día en julio) lo cual baja la cantidad de infectados. Esta política igual así no puede ocultar la relación que hay entre infectados por cada test. A su vez, la falta de test masivos en un momento crítico pueden hacer más crítico los rebrotes sin detectar.
El día 17 de julio de los 50 análisis, (los cuales se había dicho que 49 dieron positivo en coronavirus una semana antes), ahora sabemos que solo tiene 26 la variante Delta, 14 Beta, 2 Alpha y 1 Lambda.
Gracias a que el 50% de la población ya tienen las dos dosis de SINOVAC y la dosis de Pfizer tenemos un panorama más controlado que con la variante p1 detectada el 22 de marzo.
El G.  A.  C.  H. (Grupo Asesor de Científicos Honorarios) trabajó honorariamente como asesor del gobierno durante el momento más crítico de la Pandemia y desde antes de la misma. Si bien las autoridades respetaron sus diagnósticos,  no lo hicieron cuando en febrero de 2021 los científicos recomendaron reducir la movilidad en marzo, junto a la "Semana Santa", durante dos semanas, para permitir que las vacunas empezaran a hacer su efecto y evitar el crecimiento exponencial de casos y muertes que luego se produjo. Sin reducir la movilidad ni "los motores de la economía", Uruguay no pudo evitar convertirse en los meses siguientes en uno de los países más golpeados del mundo por la Pandemia. Ante la falta de coincidencias con el gobierno, en junio decide irse Rafael Radi (el líder del grupo y comunicador) del G.  A.  C.  H. y en julio el gobierno decide despedirlos haciéndoles un homenaje en el Teatro del Sodre sala Adela Reta.
- 22 de septiembre de 2021, se reportaron 51 casos positivos del Vilardebo. La media de casos por día sigue en 150 casos.

- 10 de diciembre de 2021, aislaron a más de 400 pasajeros de un crucero, por un turista que subió en Buenos  Aires y dio positivo en COVID-19.

- 29 de diciembre de 2021, el Gobierno da un comunicado confirmando la presencia en el país de la nueva variante Omicron. La confirmación en el día de la fecha, del ingreso de la variante de preocupación (VOC) Ómicron a Uruguay, y teniendo en cuenta sus implicaciones epidemiológicas basadas en el comportamiento de la nueva cepa se exhorta a tener la tercera dosis (de Pfizer) a la población.

- 10 de enero de 2022, la nueva cepa Ómicron se hace notar tras un nuevo récord de casos y 7 fallecimientos con diagnóstico de coronavirus. Se registraron 6.760 casos de covid en 24.677. Hay 43.347 personas que están cursando la enfermedad. Lacalle Pou pidió vacunarse y dijo: “A veces no tomar medidas es una medida”. para el senador Charles Carrera, el gobierno “se juega el destino de la pandemia a lo que pase, sin hacerse cargo del problema”.

- 20 de enero de 2022, se detectaron más de 13.000 casos, 14 nuevos fallecimientos y hay 91 personas en CTI. Informo el SINAE tras una gran ola de contagios en los departamentos costeros.

- 28 de enero de 2022, se detectaron 13.625 casos nuevos y 22 fallecidos. (Este fue el mayor pico de rebrotes hasta la fecha). Mientras el SINAE reporta 13.625 casos la página Google reporta en las estadísticas 13.612 lo cual hace que la media casos por semana sea un poco más baja, (lo que no sabemos de quien fue el error al analizar los datos del SINAE). Es importante destacar que Uruguay llevó aproximadamente 33.000 testeos ese día lo cual eso demuestra la gran capacidad del Sistema de Salud al atender la pandemia.

- 11 de febrero de 2022, se detectaron 7.604 casos nuevos y 19 fallecidos. La baja de casos diarios se da gracias a la campaña del MSP de vacunarse con una tercera dosis de Pfizer. Y también demuestra el gran potencial de la variante Omicron.

- 8 de marzo de 2022, se detectaron 1.752 casos nuevos y 8 fallecidos. Se logra estabilizar la cantidad de rebrotes gracias a la tercera dosis y de casos promedio por semana de 1.500 aproximadamente. No obstante, ese día fue la marcha del día de la mujer y también hubo paro general de sindicatos lo cual eso también fomentó el contagio de la nueva variante Omicron. También el empezar las actividades del año en marzo afectó, (lo cual hizo que en fechas posteriores siga aumentando el promedio a 1.700 casos por semana). Esto hizo que el MSP adelantara la campaña de una cuarta dosis y también por pérdida de efectos inmunes de la dosis anterior.

## Medidas para la reactivación económica
El Gobierno uruguayo ha anunciado un paquete de medidas de reactivación económica de corte "keynesiano" según anunció el mismo Presidente de la República, que pasan por articular una serie de subsidios a trabajadores, comerciantes y empresarios, así como también, se proyecta incentivar la inversión privada por medio de políticas de renuncia fiscal lo que impactará según estimaciones de la ministra de Economía Azucena Arbeleche en un crecimiento de un punto porcentual del déficit fiscal.
En el departamento de Lavalleja, la Intendenta Adriana Peña, anunció luego de una reunión con representantes del Frente Amplio, que se buscará crear un acuerdo multi partidario sobre reactivación económica a pedido del diputado Pablo Fuentes quién presentó un documento sobre algunas medidas para la recuperación económica de ese departamento.
Para el sector turístico Remo Monzeglio, viceministro de turismo uruguayo; ofreció detalles sobre la posible implementación del pasaporte sanitario a partir del segundo semestre de 2021. La noticia sobre la implementación de esta herramienta para reactivar la actividad turística, se instaló en medios argentinos, dado el marcado interés de los más de dos millones de personas que año tras año vacacionan en Uruguay.
Varios expertos en materia de viajes mantienen una postura escéptica sobre la viabilidad de la implementación de la herramienta a corto plazo, si bien el pasaporte sanitario en Uruguay sería una solución fundamental a la muy aquejada industria turística, una de las principales fuentes de divisas para el país.
A partir de julio, con la supuesta baja de casos, abren los bares y los lugares de entretenimiento con público como cines y teatros. Esto pudo reactivar cierto sector de la economía, en los cuales se les dio un subsidio con cifras irreales al marco de la crisis económica del País.
En enero del 2022 no se tomaron prácticamente ninguna medida de control de movilidad, lo cual hizo que la economía avanzara. Se opta en marzo por sacar la obligatoriedad del tapabocas en espacios abiertos y los aforos de distanciamiento social en lugares cerrados permitiendo que la economía crezca rápidamente arriesgando a nuevos contagios, lo cual reactivó la economía muy rápidamente. 
Para el período 2024-2027, se asume un crecimiento promedio de 3,1% anual, levemente por encima del crecimiento potencial, de la mano del avance de las obras de vialidad, la recuperación de la demanda externa, la persistente recuperación del salario real y el empleo y la continuidad en la implementación de reformas estructurales 